# دین در اسرائیل
دین در اسرائیل (۲۰۱۶)

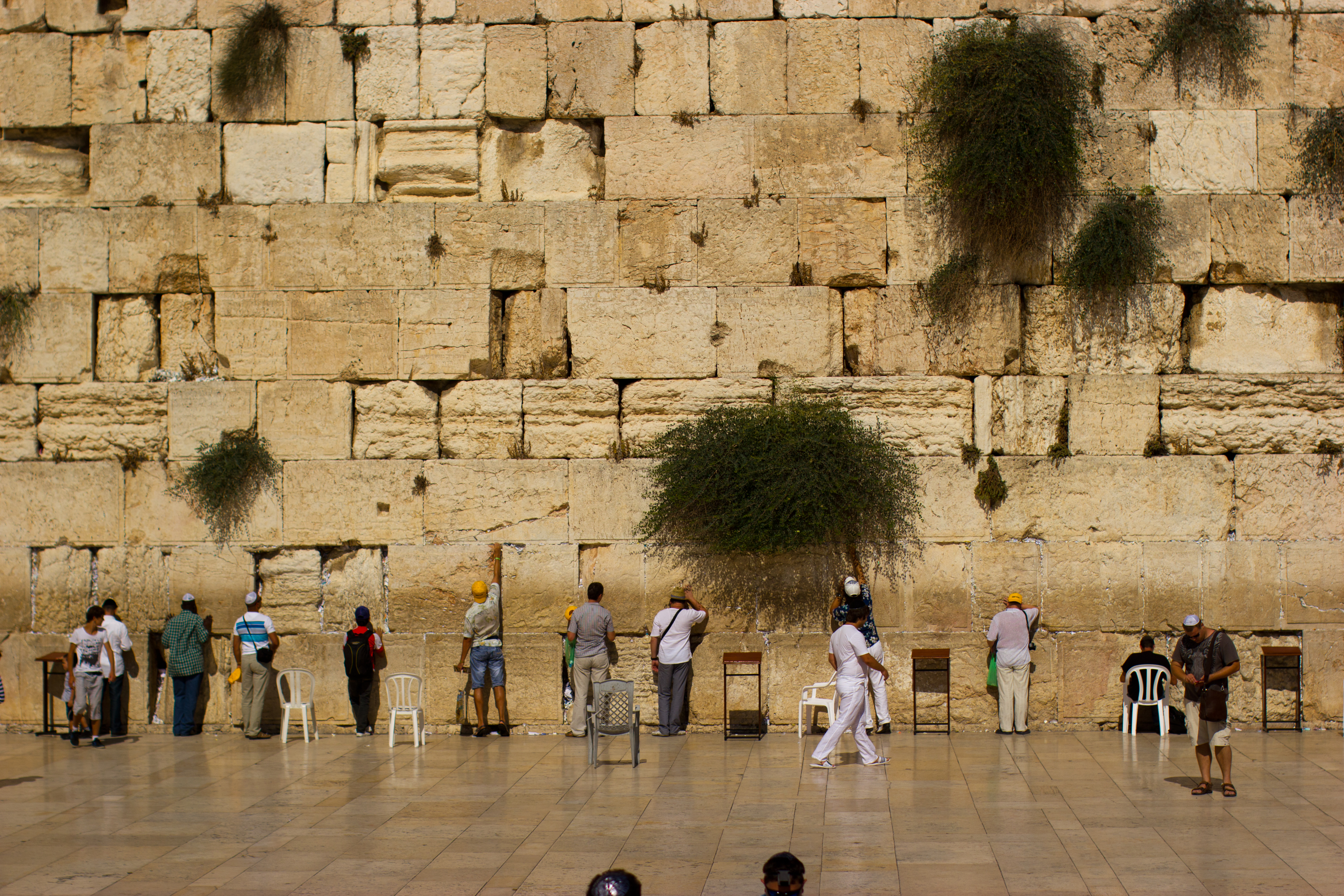
دیوار دعا در اورشلیم

دین در اسرائیل به‌طور عمده در یهودیت، دین قومی یهودیان، نمود یافته‌است. دولت اسرائیل، خود را به عنوان یک «دولت یهودی و دموکراتیک» اعلام می‌کند و تنها کشوری در دنیا است که دارای جمعیتی با اکثریت یهودی است (به دولت یهودی رجوع کنید). ادیان دیگر در کشور، شامل اسلام (به‌طور عمده سنی)، مسیحیت (بیشتر ملکی و ارتدکس) و مذهب قوم دروز است. دین در زندگی مدنی و ملی، نقش اصلی را ایفا می‌کند، و به‌طور تقریبی تمام شهروندان اسرائیلی به‌طور خودکار به عنوان اعضاء ۱۴ جامعه مذهبی رسمی ایالتی، ثبت می‌شوند، که روی چندین مورد از حقوق شخصی، به ویژه ازدواج، اعمال کنترل می‌کند. جوامعی که به رسمیت شناخته شده‌اند، یهودیت ارتدکس (توسط خاخام ارشد مدیریت می‌شود)، اسلام، مذهب دروزی، رومی، کاتالویک ارمنی، مارونی، کاتولیک یونانی، کاتولیک سریانی، کلدانی، ارتدکس یونانی، ارتدکس سریانی، حواری ارمنی و کلیساهای انگلیکان و بهائیت هستند.